# Shkelqim Demhasaj
Shkelqim Demhasaj, född 19 april 1996 i Schaffhausen i Schweiz, är en schweizisk-kosovansk fotbollsspelare som spelar för den schweiziska klubben Aarau.

## Karriär
Den 2 juli 2020 värvades Demhasaj av Grasshoppers, där han skrev på ett treårskontrakt.
Den 28 juni 2023 värvades Demhasaj av Aarau, där han skrev på ett tvåårskontrakt.